# Михайловка (Кременецкий район)
Михайловка (укр. Михайлівка) — село в Лановецкой городской общине Кременецкого района Тернопольской области Украины.
До 2020 года входило в Лановецкий район.
Код КОАТУУ — 6123883705. Население по переписи 2001 года составляло 434 человека.

## Географическое положение
Село Михайловка находится в 2,5 км от левого берега реки Горынь,
примыкает к селу Загорцы.
Рядом проходит автомобильная дорога Р-32.

## История
- 1988 год — дата основания.

## Объекты социальной сферы
- Школа I ст.
- Детский сад.
- Фельдшерско-акушерский пункт.